# مونیشا اونی
مونیشا اونی (انگلیسی: Monisha Unni; ۲۴ ژانویهٔ ۱۹۷۱ – ۵ دسامبر ۱۹۹۲) هنرپیشه اهل هند بود.
وی در سال ۱۹۸۶ برنده جایزه ملی فیلم بهترین بازیگر زن شده‌است.